# Palos Blancos (Corozal)
Palos Blancos es un barrio ubicado en el municipio de Corozal en el estado libre asociado de Puerto Rico. En el Censo de 2010 tenía una población de 3458 habitantes y una densidad poblacional de 268,32 personas por km².

## Geografía

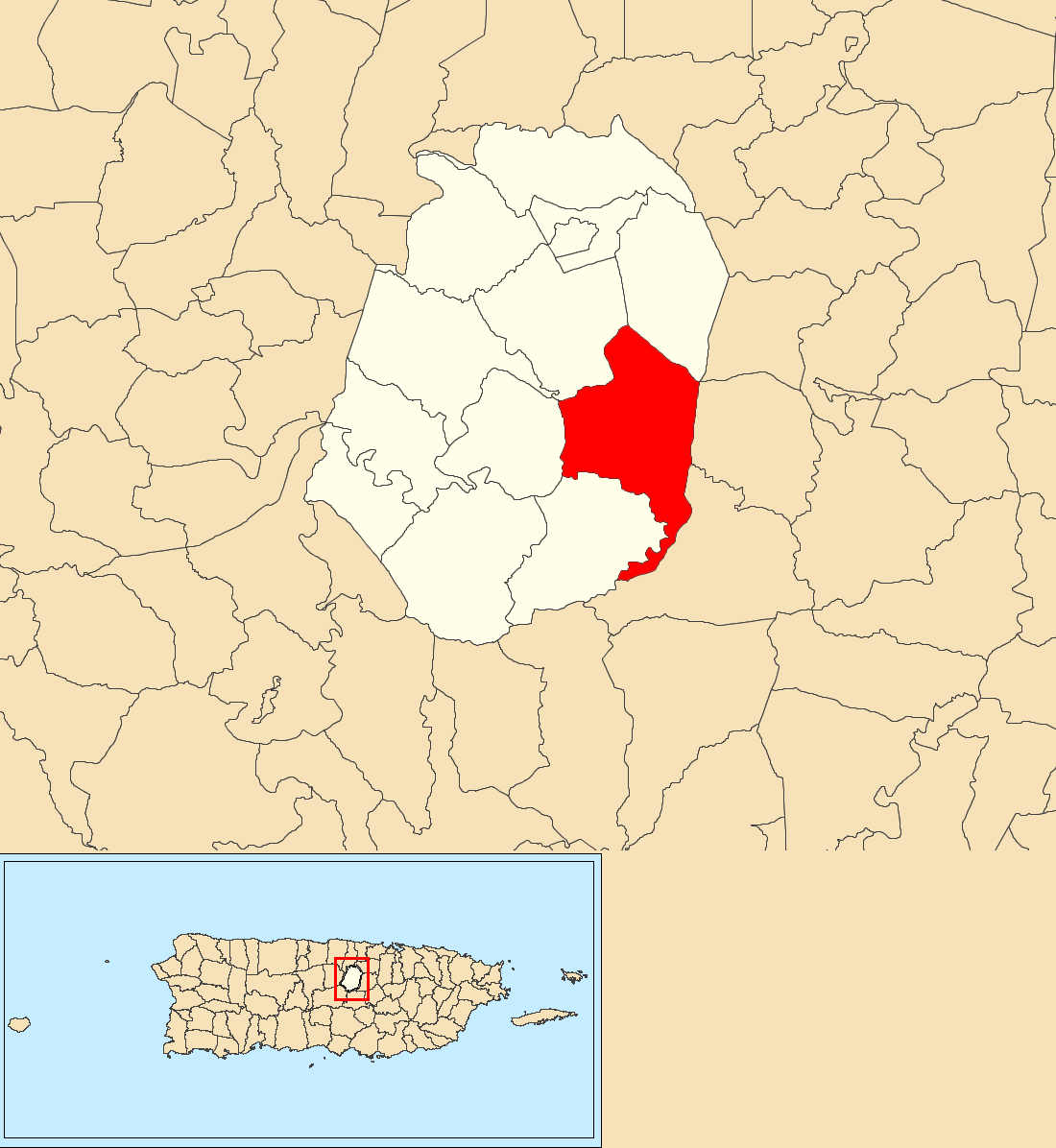
Ubicación de Palos Blancos en Corozal

Palos Blancos se encuentra ubicado en las coordenadas 18°17′28″N 66°18′9″O / 18.29111, -66.30250. Según la Oficina del Censo de los Estados Unidos, Palos Blancos tiene una superficie total de 12.89 km², de la cual 12.89 km² corresponden a tierra firme y (0.02%) 0 km² es agua.

## Demografía
Según el censo de 2010, había 3458 personas residiendo en Palos Blancos. La densidad de población era de 268,32 hab./km². De los 3458 habitantes, Palos Blancos estaba compuesto por el 84.7% blancos, el 4.19% eran afroamericanos, el 0.26% eran amerindios, el 0.03% eran asiáticos, el 8.5% eran de otras razas y el 2.31% pertenecían a dos o más razas. Del total de la población el 99.28% eran hispanos o latinos de cualquier raza.